# Onthophagus lenis
Onthophagus lenis är en skalbaggsart som beskrevs av Kabakov 1998. Onthophagus lenis ingår i släktet Onthophagus och familjen bladhorningar. Inga underarter finns listade i Catalogue of Life.